# 617 v. Chr.
Portal Geschichte | Portal Biografien | Aktuelle Ereignisse | Jahreskalender | Tagesartikel

◄ |
8. Jahrhundert v. Chr. |
7. Jahrhundert v. Chr. |
6. Jahrhundert v. Chr. |
►

◄ | 630er v. Chr. | 620er v. Chr. | 610er v. Chr. | 600er v. Chr. |
590er v. Chr. |
►

◄◄ | ◄ | 620 v. Chr. | 619 v. Chr. | 618 v. Chr. | 617 v. Chr. |
616 v. Chr. |
615 v. Chr. |
614 v. Chr. |
► |
►►

## Ereignisse

### Wissenschaft und Technik
- 9. Regierungsjahr des babylonischen Königs Nabopolassar (617 bis 616 v. Chr.): Im babylonischen Kalender fällt der Jahresbeginn des 1. Nisannu auf den 18.–19. März[1]; der Vollmond im Nisannu auf den 1.–2. April[1] und der 1. Tašritu auf den 12.–13. September[1].[2]